# Bella Ramsey
Isabella May Ramsey (født 25. september 2003) er en engelsk skuespiller. Ramsey havde sin professionelle debut som adelskvinden Lyanna Mormont i HBO's fantasyserie Game of Thrones. I 2023 har de spillet hovedrollen som Ellie i tv-serien “The Last of Us”, en tv-serie produceret af HBO.

## Filmografi

### Film
| År   | Titel                            | Rolle           | Noter              |
| ---- | -------------------------------- | --------------- | ------------------ |
| 2017 | Elefthería                       | Ellie           | Kortflim           |
| 2018 | Two for Joy                      | Miranda         |                    |
| 2018 | Star Wars: The Rise of Skywalker | Ung oprøre      |                    |
| 2019 | Nancy                            | Nancy           | Short film         |
| 2019 | Princess Emmy                    | Princess Gizana | Voice              |
| 2019 | Zero                             | Alice           | Short film         |
| 2019 | Judy                             | Lorna Luft      |                    |
| 2019 | On the Beaches                   | Kitty           | Kortfilm           |
| 2020 | Turtle Journey                   | Daughter Turtle | Short film (Voice) |
| 2020 | Resistance                       | Elsbeth         |                    |
| TBA  | 3 Minutes of Silence             | Jane            | Kortfilm           |

### Fjernsyn
| År        | Titel              | Rolle          | Netværk     | Noter                        | Ref(r) |
| --------- | ------------------ | -------------- | ----------- | ---------------------------- | ------ |
| 2016–2019 | Game of Thrones    | Lyanna Mormont | HBO         | 9 episoder                   | [ 6 ]  |
| 2017–2019 | The Worst Witch    | Mildred Hubble | CBBC/ZDF    | Hovedrolle                   | [ 6 ]  |
| 2018      | Requiem            | Young Matilda  | BBC One     | Episode 1.02 "The Blue Room" |        |
| 2018–nu   | Hilda              | Hilda          | Netflix     | Hovedrolle                   |        |
| 2020      | Shepherd's Delight | Sig selv       |             | Episode 1.01 "Self-Tape 48"  |        |
| TBA       | His Dark Materials | Angelica       | BBC One/HBO |                              | [ 7 ]  |

### Computerspil
| År   | Titel               | Rolle          | Noter |
| ---- | ------------------- | -------------- | ----- |
| 2018 | Doctor Who Infinity | Freya (stemme) | [ 8 ] |

### Radio
| År   | Titel                        | Rolle      | Noter |
| ---- | ---------------------------- | ---------- | ----- |
| 2020 | Edith Sitwell in Scarborough | Miss Edith | [ 9 ] |